# Фернандеш, Силвана
Силвана Маяра Кардосу Фернандеш (порт.-браз. Silvana Mayara Cardoso Fernandes; род. 23 апреля 1999) — бразильская паратхэквондистка. Бронзовая призёрка летних Паралимпийских игр 2020 и 2024 годов.

## Биография
Начала заниматься метанием копья, но затем переквалифицировалась в паратхэквондо.
3 сентября 2021 года на летних Паралимпийских играх 2020 в Токио завоевала «бронзу» в весовой категории до 58 кг. В четвертьфинале Силвана Фернандеш победила американку Брианну Салинаро, в полуфинале уступила будущей чемпионке, датчанке Лизе Гессинг, в матче за третье место победила турчанку Гамзе Гюрдал.
30 августа 2024 года на летних Паралимпийских играх 2024 в Париже Силвана соревновалась в категории до 57 кг. Она победила в четвертьфинале непальскую спортсменку Палешу Говердхан. В полуфинале проиграла будущей победительнице турнира, китаянке Ли Юйцзе. В матче за «бронзу» победила казахстанскую тхэквондистку Камилю Досмалову и стала двукратной бронзовой призёркой Паралимпийских игр.